# Juan García-Frías y García
Juan García-Frías García (Albox, provincia de Almería, 30 de noviembre de 1905-Madrid, 28 de mayo de 1996) fue un militar, abogado e ingeniero español.

## Biografía
Pertenecía al Colegio de Abogados de Madrid y la Armada Española. Fue agregado militar en Rabat, jefe del Arsenal de la Base Naval de Baleares y Jefe del Arma Submarina de 1962 a 1964. Presidente de la Comisión Nacional de Astronomía de 1968 a 1974. En 1966 fue elegido académico de la Real Academia de Ciencias Exactas, Físicas y Naturales, pronunciando el año siguiente el discurso de ingreso La Batimetría y sus problemas. Dirigió el Instituto Geográfico y Catastral, fue vicepresidente del Consejo Superior Geográfico, presidente de la Comisión Nacional de Geodesia y Geofísica, de la Comisión Nacional de Metrología y Metrotecnia y de la Comisión Nacional de Toponimia .

### Condecoraciones
- Orden de Isabel la Católica
- Orden Civil de Alfonso X el Sabio
- Orden del Mérito Civil[4]
- Cruz del Mérito Naval con distintivo blanco
- Orden de San Hermenegildo . [5]

## Obras
- Las tablas de líneas de altura para la navegación
- Tablas de Logaritmo
- El Radar y la uniformidad en la maniobra de anticolisión
- La teoría diferencial del conocimiento
- Las observaciones astronómicas en el mar
- Geometría clásica axiomática
- Teoría del espacio
- Prevención de abordajes y el uso del radar
- Las paralelas y las geometrías no euclídeas